# Сичкарь, Светлана Петровна
Светла́на Петро́вна Сичка́рь (Колесова, Жутовская) (20 августа 1936 — 30 декабря 2012, Москва) — советская и российская художник-мультипликатор, педагог анимации. Приняла участие в создании более 80 мультфильмов, в том числе «Мама для мамонтёнка», «Приключения Мюнхгаузена», «Великолепный Гоша», «Приключения поросёнка Фунтика».

## Биография
Светлана Петровна Сичкарь родилась 20 августа 1936 года.
В 1954 году поступила в Московский государственный педагогический институт имени В. И. Ленина, который окончила в 1959 году. С 1959 по 1961 год училась на курсах художников-мультипликаторов.
С 1961 по 1973 год работала на студии «Союзмультфильм», с 1973 по 1992 год — на студии «Мульттелефильм» творческого объединения «Экран». Преподавала на курсах художников-мультипликаторов при «Мульттелефильме», а также мультипликацию в лицее № 333 при кинокомпании «Аргус» (вела мастерскую вместе с Розалией Зельмой). Среди учеников — Наталья Березовая. Много лет была преподавателем колледжа анимации ВГИКа.
Умерла 30 декабря 2012 года в Москве. Похоронена на Перепечинском кладбище. По состоянию на май 2024 года, могила находилась в плачевном состоянии.

## Семья
Происходила из семьи репрессированного руководителя крупного оборонного предприятия.
- Муж — Александр Николаевич Сичкарь, художник-мультипликатор[9].
- Дочь — Елена Александровна Сичкарь, художник-мультипликатор[9].

## Фильмография

### Художник-постановщик
- 1984 — Найда

### Художник
- 1975 — Нарисовать начало
- 1982 — Осенние корабли

### Художник-мультипликатор
- 1962 — Чудесный сад
- 1963 — Добрые краски
- 1963 — Дочь солнца
- 1963 — Миллионер
- 1963 — Проверьте ваши часы
- 1963 — Следопыт
- 1964 — Петух и краски
- 1964 — Светлячок № 5
- 1964 — Ситцевая улица
- 1964 — Кто виноват[11]
- 1965 — Вовка в Тридевятом царстве
- 1965 — Горячий камень
- 1965 — Здравствуй, атом!
- 1965 — Рикки-Тикки-Тави
- 1965 — Светлячок № 6
- 1966 — Гордый кораблик
- 1966 — Самый, самый, самый, самый
- 1966 — Светлячок № 7
- 1966 — Происхождение вида
- 1967 — Зеркальце
- 1967 — Маугли. Ракша
- 1967 — Сказка о золотом петушке
- 1968 — Кот, который гулял сам по себе
- 1968 — Малыш и Карлсон
- 1968 — Самый большой друг
- 1969 — Украденный месяц
- 1969 — Винни-Пух
- 1969 — В стране невыученных уроков
- 1969 — Девочка и слон
- 1969 — Дед Мороз и лето
- 1969 — Лиса, медведь и мотоцикл с коляской
- 1970 — Весёлая карусель № 2. Небылицы
- 1970 — Лесная хроника
- 1970 — Синяя птица
- 1971 — Винни-Пух идёт в гости
- 1971 — Как мы весну делали
- 1971 — Аргонавты
- 1972 — В тридесятом веке
- 1973 — Первые встречи[12]
- 1973 — Приключения Мюнхгаузена. Меткий выстрел
- 1974 — Приключения Мюнхгаузена. Чудесный остров
- 1974 — Приключения Мюнхгаузена. Павлин
- 1975 — Мук-скороход
- 1975 — Месть кота Леопольда
- 1977 — Марусина карусель
- 1978 — Когда растаял снег
- 1979 — Вовка-тренер
- 1979 — Девочка и дельфин[12]
- 1979 — Дом для леопарда
- 1979 — Микросюжеты
- 1979 — Зима
- 1980 — Колесо Фортуны
- 1980 — Пиф-паф, ой-ой-ой![12]
- 1981—1985 — Великолепный Гоша
- 1981 — Зимняя сказка
- 1981 — Космические пришельцы
- 1981 — Мама для мамонтёнка
- 1982 — Осенние корабли
- 1982—1983 — Бюро находок
- 1983 — Свет хлеба
- 1983 — Фантазёр
- 1984 — Ель
- 1984 — Жар-птица
- 1985 — Клад
- 1986 — Нехочуха
- 1986 — Конец
- 1986 — Открытое окно
- 1986 — Неуловимый Фунтик
- 1986 — Фунтик и сыщики
- 1986 — Тихо! Идёт операция
- 1987 — Домовые, или Сон в зимнюю ночь
- 1987 — Фунтик и старушка с усами[12]
- 1988 — Фунтик в цирке
- 1989 — Большой Ух
- 1989 — Упущенная галактика
- 1989 — Записки Пирата
- 1989 — Здесь могут водиться тигры
- 1989 — Эстафета[12]
- 1990 — Школа изящных искусств. Возвращение
- 1990 — Этого не может быть
- 1990 — Земляничный дождик[12]
- 1991 — Вампиры Геоны[12]
- 1991 — Умная собачка Соня
- 1992 — Лягушка Пипа
- 1992 — Туман из Лондона
- 1992 — Хозяева Геоны[12]
- 1992 — Эй, на том берегу!
- 1993 — Еловое яблоко
- 1993 — Капитан Пронин в космосе (мульттриллер)
- 1993 — Пипа и бык
- 1993 — Команда Диг. Фильм первый «Пещера ужасов»[13]
- 1994 — Иван и Митрофан в засаде
- 1997 — Кот в сапогах[14]
- 2000 — Новые бременские

### Роль не определена
- 1994 — Потому что без воды… (социальная реклама Мосводоканала)[12]